# Longinqua
 Longinqua  è un'enciclica di papa Leone XIII, datata 6 gennaio 1895, scritta all'Episcopato degli Stati Uniti circa la situazione della Chiesa americana.
Con questa enciclica il Pontefice prende le distanze dalla corrente cattolica liberale e progressista degli Stati Uniti (Americanismo), ed auspica che il governo non solo assicuri una libertà alla Chiesa cattolica, ma per certi versi attui una politica protezionista nei suoi confronti.